# Erica stokoei
Erica stokoei är en ljungväxtart som beskrevs av Harriet Margaret Louisa Bolus. Erica stokoei ingår i släktet klockljungssläktet, och familjen ljungväxter. Inga underarter finns listade i Catalogue of Life.